# دويتشه فيله

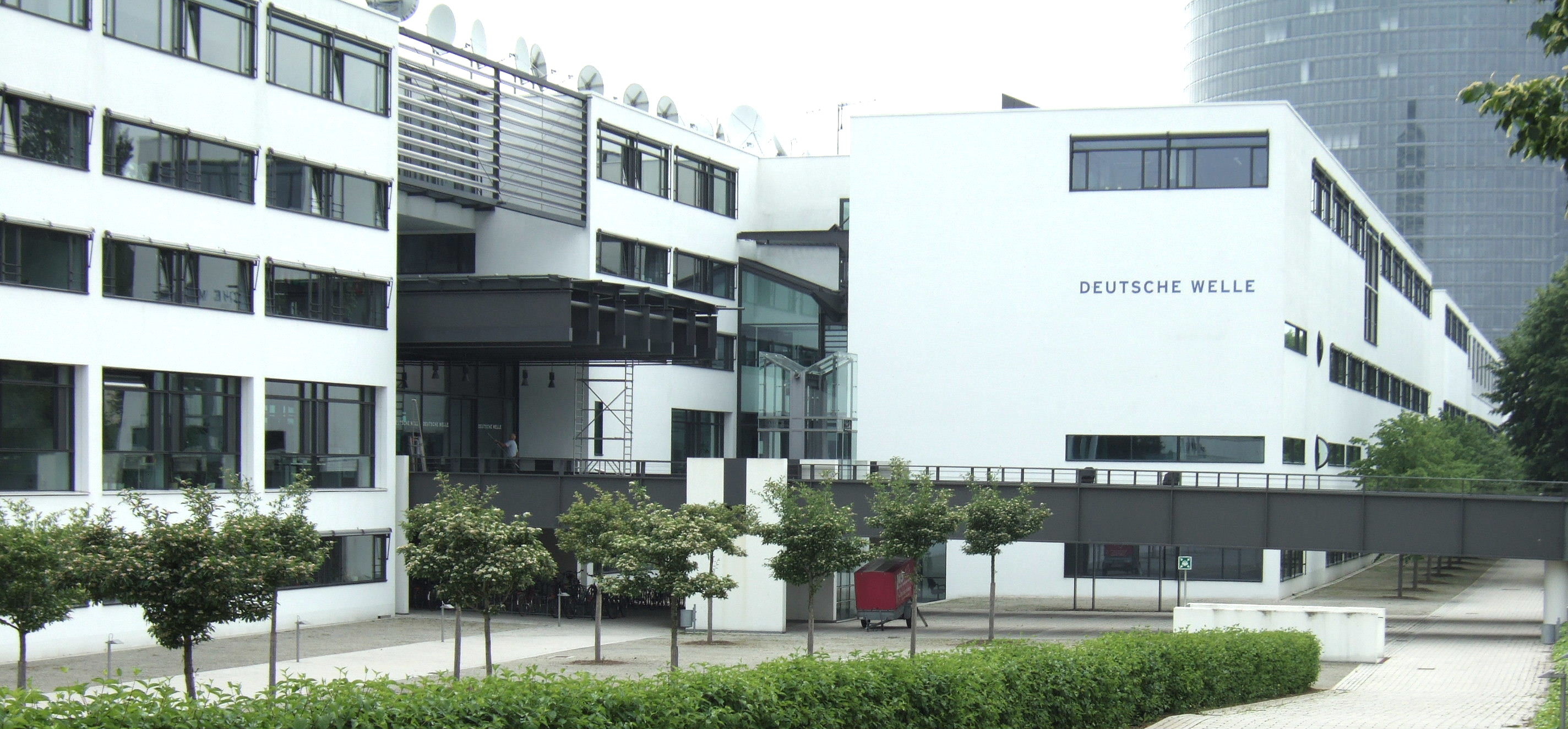
دار إذاعة صوت ألمانيا في بون (مبنى شورمان)

شعار صوت ألمانيا الجديد

إذاعة صوت ألمانيا أو دويتشه فيله (Deutsche Welle واختصارها DW أي الموجة الألمانية) هي الإذاعة الدولية لألمانيا إلى العالم الخارجي، وهي واحدة من كُبْرَيَات إذاعات العالم الموجهة إلى الخارج. تعمل الإذاعة على التعريف بألمانيا ونشر الصورة الأصلية عنها ودعم التبادل الثقافي عبر محطات التلفزيون والراديو وشبكات الإنترنت.
يشغل بيتر ليمبورغ منصب المدير العام لمؤسسة DW الإعلامية الألمانية منذ العام 2013.

شعار صوت ألمانيا إلى غاية 2012

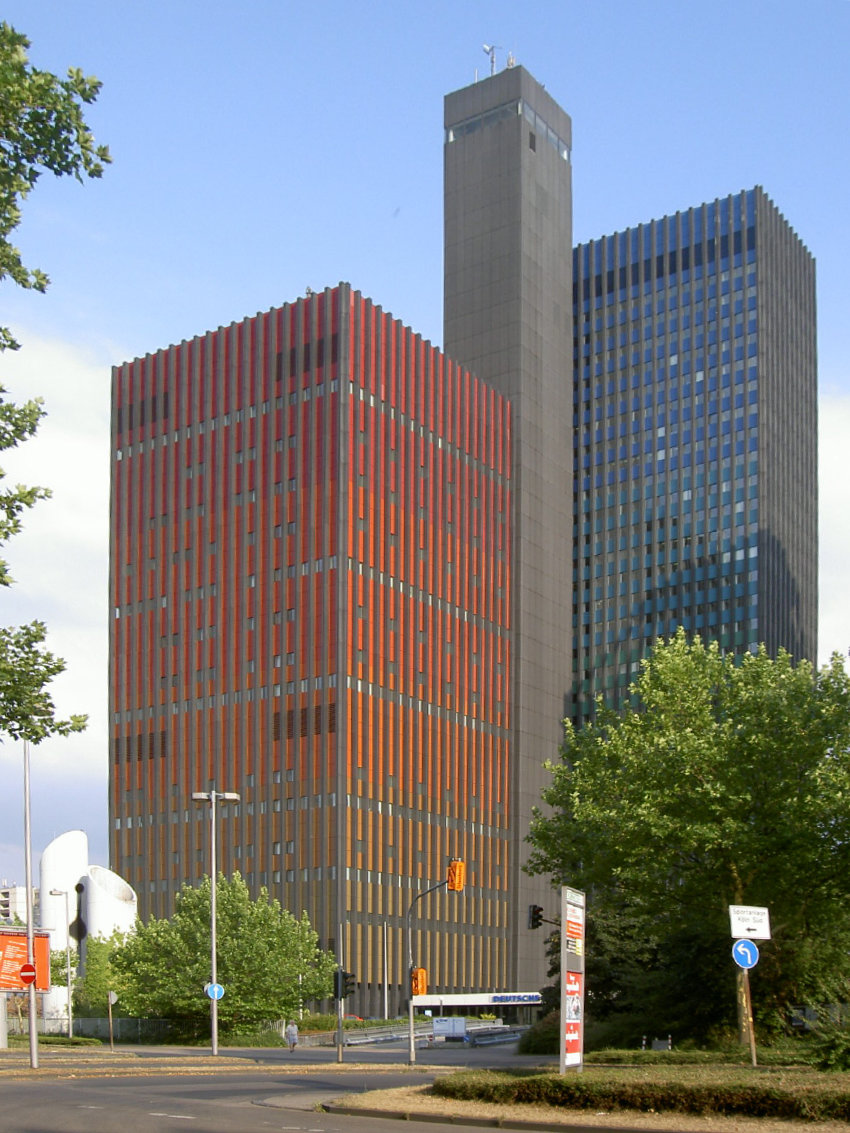
مبنى صوت ألمانيا السابق، البرج الأزرق كان مخصصاً للمكاتب ويتكون من 34 طابقاً، والبرج الأحمر استوديو الإرسال ويتكون من 24 طابقاً ، والذي بدأ بناءه عام 1974 من طرف فريق التخطيط شتيلدورف

## بداية البث
بدأت إذاعة صوت ألمانيا بث برامجها بشكل منتظم في 3 مايو 1953. وكانت تبث من كولونيا حتى صيف 2003 حيث انتقلت إلى مبنى شورمان في مدينة بون، العاصمة السابقة لألمانيا الغربية. كان سبب انتقال الإذاعة من كولونيا هو وجود مادة الاسبست في غرفها والتي تضر بالإنسان. في بون يتم إنتاج برامج الراديو، أما برامج البث التلفزيوني فيتم إنتاجها في برلين. منذ منتصف آذار/مارس 2005 أطلقت دويتشه فيله موقعًا إلكترونيًا مستقلًا عن برامج الإذاعة والتلفزيون تقوم فية مجموعة من المحررين بتغطية الأحداث العالمية ساعة بساعة. ويعرض الموقع بشكل خاص وجهة نظر ألمانيا من القضايا العربية كما أنه يقدم معلومات شاملة عن الدراسة والبحث العلمي في ألمانيا إضافة إلى عرض لقوانين العمل والإقامة فيها.

## القسم العربي
تأسس القسم العربي في 1 أبريل 1959 وكان أول قسم يبث بلغة غير أوروبية وهذا يدل على مدى اهتمام الإذاعة الألمانية بمستمعيها في البلاد العربية. يعمل في القسم العربي في إذاعة صوت ألمانيا محررون من مصر وسوريا والعراق والجزائر ولبنان وفلسطين والمغرب واليمن ومن ألمانيا بطبيعة الحال ويشارك في البرنامج عدد من المتعاملين بالقطعة ومن المراسلين في مختلف أنحاء العالم وخاصة منهم المراسلين في الدول العربية ومراكز المنظمات الدولية والدول الكبرى.
البرنامج الرئيسي هو المجلة الإخبارية اليومية مع الأحداث التي تقدم للمستمع كل ما يحظى بأهمية دولية من أحداث الساعة وخلفياتها، ومن الطبيعي أن الأحداث الآنية الهامة في المنطقة العربية تحتل مكانا رئيسيا في هذه المجلة بالإضافة إلى السياسة الخارجية الألمانية وخاصة تجاه الدول العربية والوحدة الأوروبية وآثارها على علاقة أوروبا وألمانيا بالعالم العربي، إلى جانب التقارير والتحليلات السياسية هناك برامج يومية هامة كالمفكرة الثقافية التي تلقي الأضواء على أهم الأحداث الثقافية والفكرية والفنية في ألمانيا والعالم العربي وعل الصعيد الدولي والمجلة الاقتصادية وأنباء عالم الرياضة وأحداثه وبريد المستمعين بالإضافة إلى البرامج الاسبوعية المختلفة كبرنامج المرأة والسياحة والعلوم والبيئة والطب والموسيقى والشباب ودروس تعليم اللغة الألمانية. في 1 ديسمبر 2011 تم توقيف البث الإذاعي للقسم العربي بعد أكثر من خمسين عاماً من الإرسال.

## القسم الفارسي
تم تعيين الكاتب والمراسل والشاعر الإيراني جمشيد برزجر رئيسا للقسم الفارسي لدويتشه فيله. كان برزجر يشغل منصب كبير محللي بي بي سي قبله.

## أكاديمية دويتشه فيله (DW Akademie)

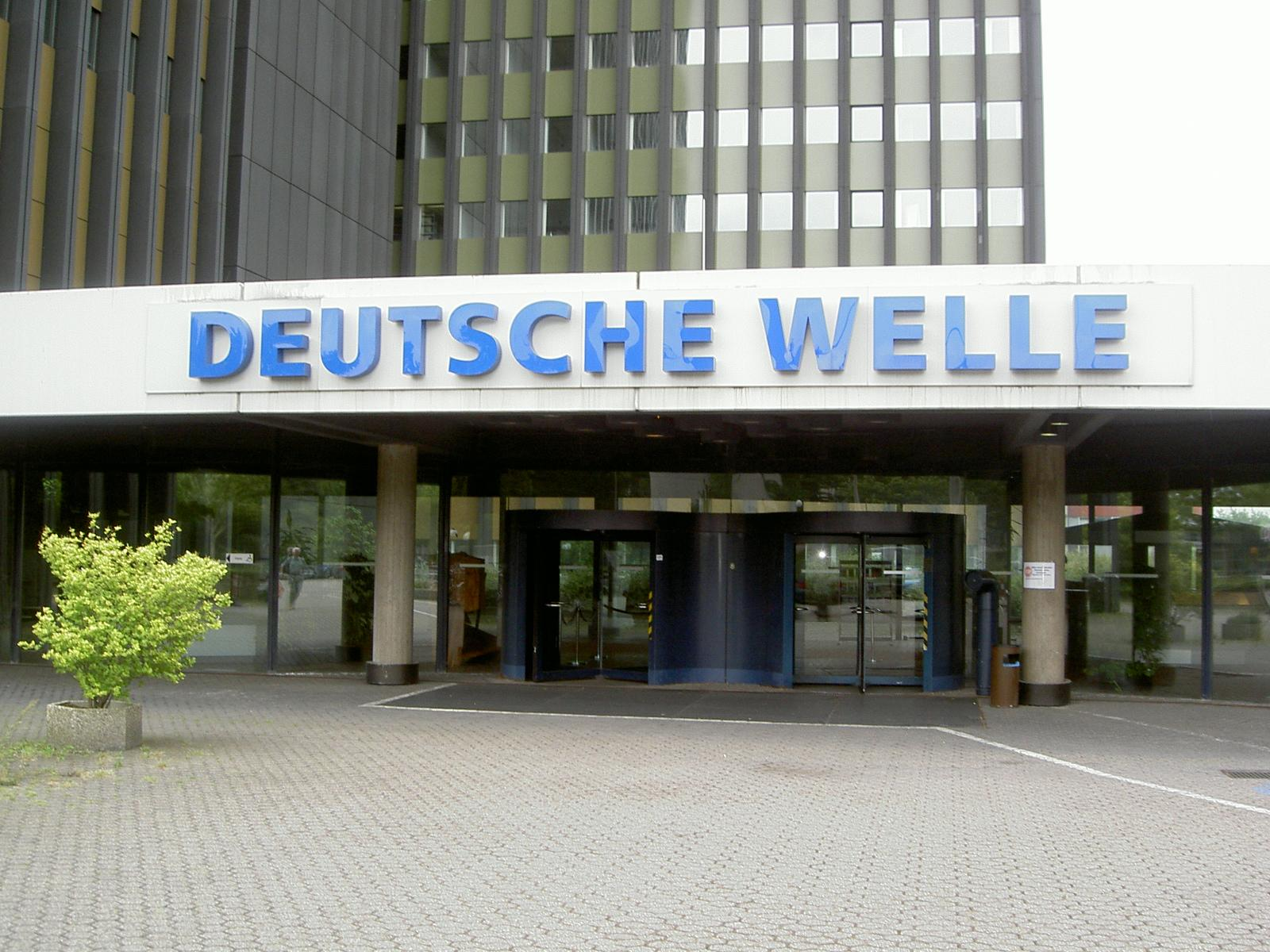
مدخل المبنى السابق لإذاعة صوت ألمانيا في كولونيا في شارع رادربورغغورتل الذي بدأ بناءه في صيف عام 1974 وانتهى منه في عام 1978 وبدأت الإذاعة بثها من هذا المبنى بشكل رسمي في أكتوبر عام 1980

أكاديمية دويتشه فيله (DW Akademie) هي مركز دويتشه فيله الدولي لتطوير وسائل الإعلام والاستشارات الإعلامية والتدريب الصحفي. تقدم الأكاديمية خدمات التدريب والاستشارات للشركاء في جميع أنحاء العالم. وهي تعمل مع المذيعين والمؤسسات الإعلامية والجامعات خاصة في البلدان النامية لتعزيز الإعلام الحر والمستقل. يتم تمويل العمل بشكل أساسي من قبل الوزارة الاتحادية الألمانية للتعاون الاقتصادي والتنمية ووزارة الخارجية الألمانية والاتحاد الأوروبي.
يعمل مركز التدريب التابع لإذاعة صوت ألمانيا منذ عام 1965 على تخريج قوى مختصة في العمل الإذاعي أو متابعة تدريبها من العالم الثالث. ومن المواضيع الرئيسية في برنامج التدريس والتدريب موضوع توسيع الإذاعة كأداة للتنمية. يشعر مركز التدريب بالفخر والاعتزاز خاصة بأولئك المتدربين السابقين الذين أصبحوا إثر تخرجهم رؤساء أقسام أو مدراء في دور إذاعة في جميع أنحاء العالم.
يوفر برنامج أكاديمية دويتشه فيله للتدريب في مجال الصحافة ومدته 18 شهرًا للصحفيين الشباب تدريبًا تحريريًا في المجالات الثلاثة التي ينتج فيها محتوى دويتشه فيله: الراديو والتلفزيون والإنترنت. ويهدف إلى الصحفيين الطموحين من ألمانيا وكذلك من المناطق التي تبث فيها دويتشه فيله.
ويقدم برنامج ماجستير «دراسات الإعلام الدولية» بالتعاون مع جامعة بون وجامعة بون-راين-سيج للعلوم التطبيقية في مقر أكاديمية دويتشه فيله ويجمع البرنامج المكون من أربعة فصول دراسية بين تخصصات تطوير وسائل الإعلام وتنظيم وسائل الإعلام والاتصالات. ولغة الدراسة هي الإنجليزية والألمانية ويستهدف ممثلي وسائل الإعلام من البلدان النامية.

## أهم محطات صوت ألمانيا منذ إنشائها
في عام 1950 بدأت الحكومة الاتحادية في دراسة مشروع لإنشاء إذاعة مُوجهة للخارج، وتم اختيار اسم لها هو Deutsche Welle وفي الثالث مايو عام 1953 بدأت الإذاعة بث برامجها لمدة ثلاث ساعات يومياً بخطاب من الرئيس الاتحادي تيودور هويس قال فيها إلى أعزائي المستمعين في سائر أنحاء العالم. في عام 1954 بدأت كل من الأقسام الإنجليزي والفرنسي والإسباني، والبرتغالي، بث البرامج لمدة خمس دقائق آنذاك.

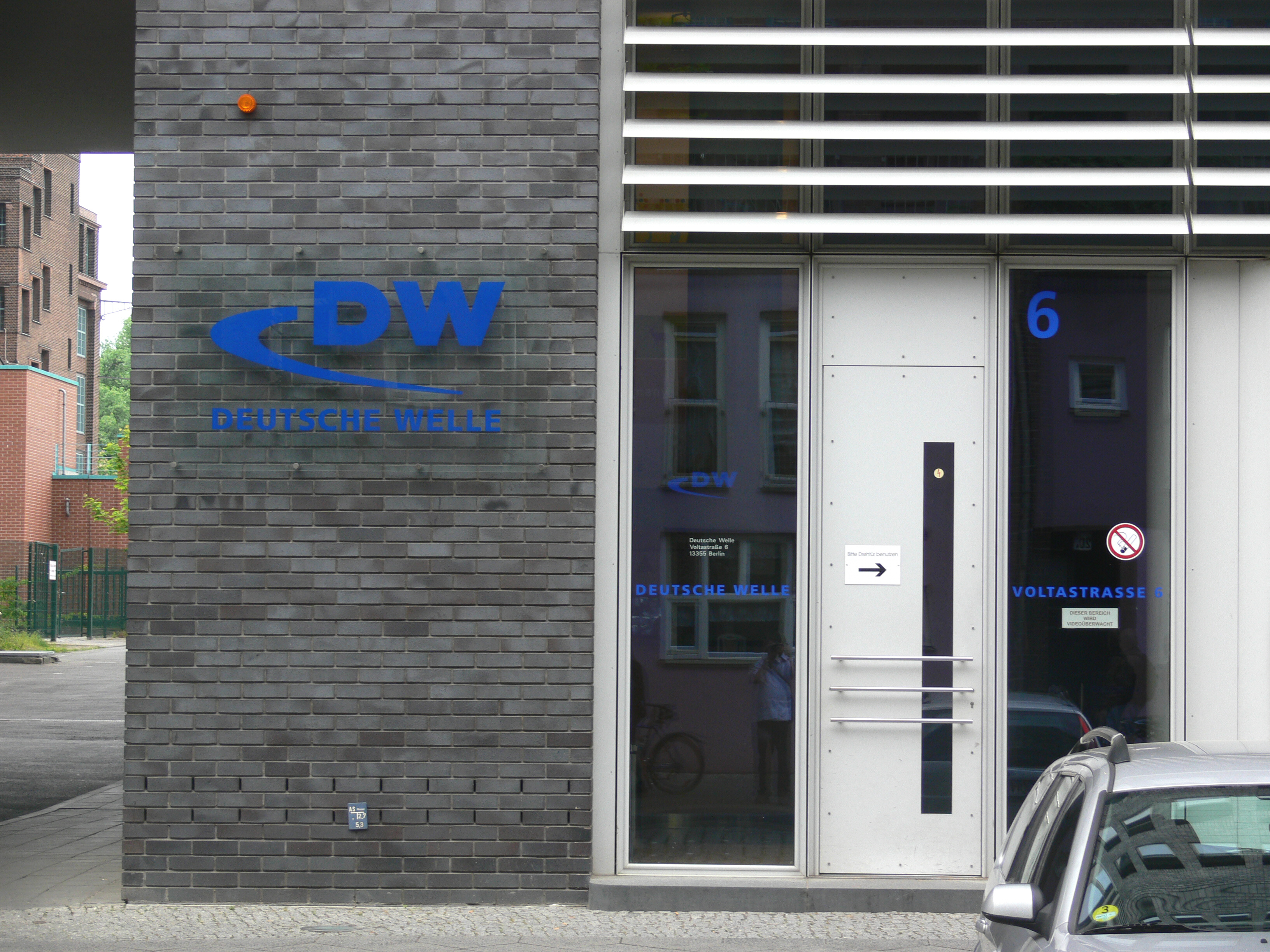
مقر تلفزيون صوت ألمانيا في برلين

## تلفزيون صوت ألمانيا
تبث إذاعة صوت ألمانيا برنامجها التلفزيوني منذ عام 1992 على مدار الساعة عبر القمر الصناعي باللغات الألمانية والإنكليزية والأسبانية والعربية وهناك مئات المحطات التلفزيونية في أوروبا وآسيا وأفريقيا والأمريكيتين تبث البرنامج التلفزيوني بكامله أو مقاطع منه بناء على اتفاق مع الإذاعة.

## الحظر
في 28 أكتوبر 2021 حُظر موقع دويتشه فيله في بيلاروس. وفي بداية فبراير 2022 أصدرت وزارة الخارجية الروسية قرارًا بحظر بث دويتشه فيله في روسيا؛ بالإضافة إلى سحب تراخيص عمل صحفيي دويتشه فيله في البلاد، كما تقرر إغلاق مكتب مراسلي القناة في موسكو. وجاءت الخطوة الروسية بعد قرار بحظر بث روسيا اليوم في ألمانيا.

## انتقادات للإذاعة
في عام 2021 ، أصبحت دويتشه فيله عُرضة للانتقادات بسبب تقاريرها المُنحازة لعدوان الحكومة الإسرائيلية على الفلسطينيين داخل الأراضي الفلسطينية، حيث قيّدت الإذاعة نشر تقارير تنتقد إسرائيل معللة ذلك بمسؤولية برلين الخاصة تجاه الدولة اليهودية بسبب الهولوكوست، ومنعت هيئة تحرير الإذاعة مُراسليها ومُحرريها من تغطية جرائم الحكومة الإسرائيلية المُتمثلة في الفصل العُنصري واضطهاد الفلسطينيين، نتيجة للتصعيد الأخير في المنطقة.
وأكدت الوثيقة الداخلية المكونة من صفحتين، التي تم تسريبها ونشرها على وسائل التواصل الاجتماعي، أن إرث المحرقة ومسؤولية ألمانيا الخاصة تجاه إسرائيل لا يزالان حجر الزاوية في دستور البلاد وسياستها الخارجية، بالرغم أن مٌنظمات حقوق الإنسان الدولية اتهمت الحكومة الإسرائيلية بالفصل العنصري والقمع الممنهج والأعمال اللاإنسانية ضد الفلسطينيين.
في 9 فبراير 2022، نشر المرصد الأورومتوسطي لحقوق الإنسان تقريرًا كشف فيه عدم حيادية وانحياز لجنة التحقيق التي شكلتها DW للبحث في مزاعم تورط بعض الموظفين العرب بأفعال مرتبطة ب«معاداة السامية». التقرير أشار إلى تبني أعضاء في اللجنة وجهة النظر الإسرائيلية في التعامل مع القضية، كما فنّد اعتماد اللجنة على معايير غير دقيقة وجدلية بشأن تعريف معاداة السامية. أظهر خلاصة التقرير أنّ فصل DW خمسة من موظفيها والمتعاونين الخارجيين معها هو إجراء تعسفي وغير عادل.
كما أن الكثير اصبح يحذر من مخاطر تجاهها بسبب دعمها القوي للمثلية الجنسية والترويج الدائم لها مما يجعلها خطر على العالم العربي الإسلامي كون هذه الثقافة محرمة ودخيله على المجتمع العربي والإسلامي.

## وصلات خارجية
- الموقع الرسمي
 (بلغات متعددة)